# Foreste di latifoglie celtiche
Le foreste di latifoglie celtiche sono un'ecoregione dell'ecozona paleartica, definita dal WWF (codice ecoregione: PA0409), costituita principalmente dai querceti delle regioni collinari e pedemontane di Gran Bretagna e Irlanda. L'ecoregione comprende anche piccole zone di foreste di betulle boreali, di paludi e di acquitrini, nonché la vegetazione d'acqua dolce delle pianure alluvionali, degli estuari, dei polder e delle torbiere del nord dell'Inghilterra e del sud della Scozia.

## Territorio
La regione è caratterizzata da intense precipitazioni: piove in ogni periodo dell'anno, e l'aria è sempre umida. Quest'ecoregione è situata alla stessa latitudine di Terranova, ma la corrente del Golfo apporta una sorprendente quantità di calore e di umidità, rendendola una delle più verdeggianti del pianeta. Essa comprende la maggior parte del territorio di Irlanda e Gran Bretagna.

## Flora
I livelli costanti di umidità e calore di questa ecoregione forniscono condizioni di crescita ideali per le foreste di latifoglie. Le farnie (Quercus robur) sono la specie dominante di queste foreste, ma vi prosperano anche la betulla pelosa (Betula pubescens) e la betulla bianca (Betula pendula). All'ombra degli agrifogli (Ilex aquifolium), il sorbo degli uccellatori (Sorbus aucuparia) e il caprifoglio atlantico (Lonicera periclymenum) crescono accanto a felci appartenenti ai generi Dryopteris e Thelypteris. Nelle aree dove il terreno è particolarmente impermeabile, si sono sviluppati gli sfagneti. Grazie all'effetto mitigatore dei mari circostanti, nella regione vi sono poche fluttuazioni di temperatura. Le gelate si registrano solamente durante poche settimane dell'anno. Questo clima consente la crescita di comunità di piante di origine mediterranea, alpina e artico-alpina.

## Fauna
Questa ecoregione fornisce habitat a tutta una serie di uccelli e altri animali. Il mare e gli altri specchi d'acqua sono la dimora di strolaghe maggiori (Gavia immer), merli acquaioli (Cinclus cinclus), svassi maggiori (Podiceps cristatus), berte minori atlantiche (Puffinus puffinus), cigni selvatici (Cygnus cygnus), oche colombaccio (Branta bernicla), beccapesci (Thalasseus sandvicensis), gazze marine (Alca torda) e pulcinella di mare (Fratercula arctica). Le montagne, le brughiere, le foreste e le falesie ospitano albanelle reali (Circus cyaneus), smerigli (Falco columbarius), pellegrini (Falco peregrinus), pernici bianche nordiche (Lagopus lagopus), gufi comuni (Asio otus), forapaglie macchiettati (Locustella naevia), luì verdi (Phylloscopus sibilatrix), corvi imperiali (Corvus corax) e gracchi corallini (Pyrrhocorax pyrrhocorax). Gran Bretagna e Irlanda ospitano due terzi delle foche grigie (Halichoerus grypus) esistenti al mondo, metà delle lontre (Lutra lutra) di tutta Europa e consistenti popolazioni di tassi (Meles meles), di ferri di cavallo minori (Rhinolophus hipposideros) e maggiori (Rhinolophus ferrumequinum) e di gatti selvatici (Felis silvestris). Queste specie sono quasi estinte in gran parte dell'Europa, quindi la loro conservazione su queste isole è di vitale importanza. I mammiferi svolgono un ruolo cruciale per la sopravvivenza di alcune altre specie. Per esempio, il barbagianni (Tyto alba) si nutre quasi esclusivamente di piccoli mammiferi e può sopravvivere solamente dove le prede sono abbondanti. Altri mammiferi qui presenti sono il riccio europeo (Erinaceus europaeus), lo scoiattolo comune (Sciurus vulgaris), la lepre variabile (Lepus timidus), la puzzola (Mustela putorius), la martora (Martes martes), la volpe (Vulpes vulpes), il capriolo (Capreolus capreolus) e il cervo (Cervus elaphus). Entrambe le due ultime specie di Cervidi sono originarie della Gran Bretagna, mentre in Irlanda sono state introdotte.

## Popolazione
Le foreste di latifoglie celtiche si trovano in una delle regioni più densamente popolate d'Europa. Gran Bretagna e Irlanda sono abitate da decine di milioni di persone, la maggior parte delle quali vive in aree urbane e suburbane, ma non mancano insediamenti rurali sparsi, specialmente nelle zone collinari e pedemontane. Sin dall'antichità, l'elevata fertilità del suolo, il clima mite e le abbondanti precipitazioni hanno favorito l'agricoltura e il pascolo, determinando una pressione continua sugli ecosistemi forestali. La maggior parte della popolazione, già in epoca storica, ha contribuito all'abbattimento delle foreste originarie per ricavare terreni coltivabili e pascoli, ma anche per soddisfare il fabbisogno di legname da costruzione e di combustibile. Oggi, le poche aree di foresta primaria sopravvissute sono spesso circondate da campi coltivati, villaggi, cittadine o infrastrutture. Tuttavia, molte comunità locali, associazioni ambientaliste e enti statali sono oggi attivi nella tutela e nel ripristino delle foreste residue, tramite la creazione di riserve naturali, la promozione del turismo sostenibile e progetti di riforestazione. La presenza diffusa di popolazione, l'intensità delle attività agricole e la continua espansione delle aree urbane rappresentano però ancora una sfida per la conservazione di questa ecoregione.

## Conservazione

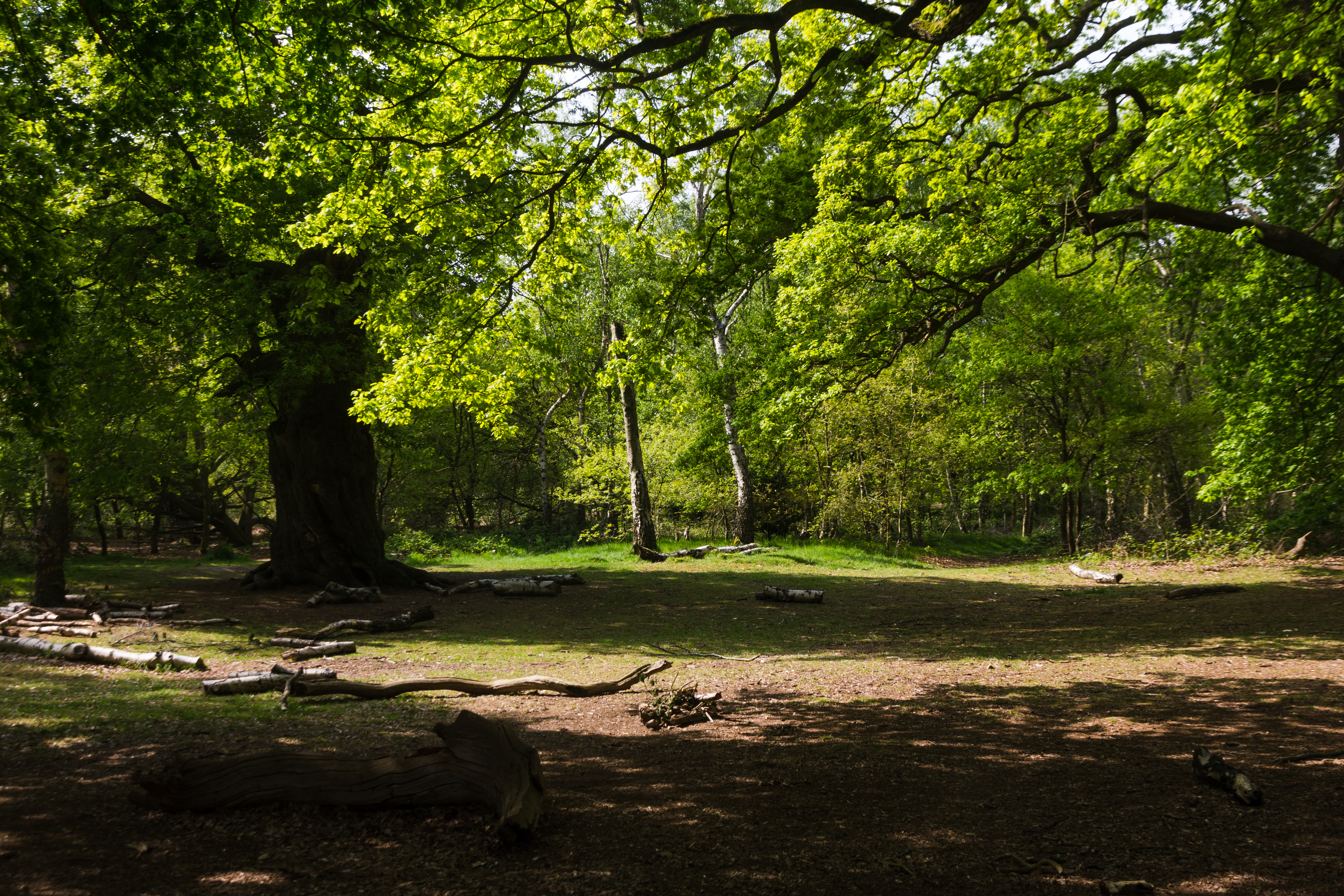
Foresta di Sherwood, Nottinghamshire

Le condizioni climatiche di questa ecoregione sono ideali per l'agricoltura. Di conseguenza, gran parte dell'ecoregione è stata convertita in campi coltivati e in pascolo per il bestiame. Se si eccettuano le aree protette, le foreste ancora allo stato naturale sono poche. Inoltre, le specie introdotte hanno invaso l'ecoregione e iniziato a rimpiazzare molte forme native. A causa di queste specie aliene e della distruzione dell'habitat, un certo numero di piante dell'ecoregione è a rischio di estinzione. Oltre a questo, gli sfagneti di questa ecoregione devono ancora fronteggiare la minaccia causata dall'estrazione di torba per ricavare combustibile e ammendanti del terreno.